# Gilberto García
Gilberto García (Santa Marta, 15 juli 1959) is een voormalig profvoetballer uit Colombia, die als aanvaller onder meer speelde voor Deportes Tolima en Unión Magdalena uit zijn geboortestad Santa Marta. García nam met het Colombiaans voetbalelftal deel aan de Olympische Spelen van 1980 in Moskou, en speelde daar mee in alle drie groepswedstrijden.